# Napadivka, Lanivți
Napadivka (în ucraineană Нападівка) este un sat în comuna Borsukî din raionul Lanivți, regiunea Ternopil, Ucraina.

## Demografie
Componența lingvistică a localității Napadivka
     Ucraineană (98,94%)
     Alte limbi (0,62%)
Conform recensământului din 2001, majoritatea populației localității Napadivka era vorbitoare de ucraineană (98,94%), existând în minoritate și vorbitori de alte limbi.